# Antananarivo
Antananarivo (ranije Tananarive) jest glavni grad Madagaskara. Također je poznat po francuskoj kolonijalnoj skraćenici Tana. Ima 903.450 stanovnika. 

## Zemljopis
Nalazi se u središnjem dijelu Madagaskara na nadmorskoj visini od 1276 metara. Od istočne obale otoka je udaljen 145 km. To je najveći madagaskarski grad i njegovo administrativno, komunikacijsko i gospodarsko središte. Grad se nalazi 215 km jugozapadno od Toamasine, glavne otočne luke s kojom je povezan željeznicom.

## Povijest
Za razliku od većine glavnih gradova u južnoj Africi Antananarivo je bio glavni grad prije kolonijalnog doba. Osnovao ga je 1625. kralj Andrianjake i bio je središte naroda Hova. Dobivao je na snazi jačanjem i širenjem tog naroda. 
Država je pala nakon Francusko-hovskih ratova, također poznatih kao Francusko-malagaški ratovi(koji su ustvari bile dvije intervencije francuske vojske na Madagaskaru između 1883. i 1896.), koje su srušile vladajuću monarhiju kraljevine Merina i rezultirale time da je Madagaskar postao francuska kolonija. Nakon francuskog osvajanja Madagaskara grad je imao oko 100.000 stanovnika, dok je nakon opsežnog preuređenja infrastrukture broj stanovnika do 1950. godine narastao na 175.000 ljudi. Diljem grada izgrađene su ceste, a širokim stubištima povezivale su se s uzdignutim dijelovima grada koji su bili previše strmi za cestovni promet. Nakon ostvarivanja neovisnosti 1960. godine tempo rasta stanovnika brzo se povećavao, pa je broj gradskog stanovništva dosegao 1,4 milijuna do kraja 20. stoljeća.

## Gospodarstvo
Industrija Antananariva uključuje prehrambene proizvode, cigarete i tekstil.
Uključujući anglikansku i rimokatoličku katedralu postoji, više od 5000 sakralnih objekata u gradu i prigradskim naseljima. Ondje se nalazi Sveučilište Antananarivo. Zračna luka Ivato povezuje grad s lokalnim lukama, ali među ostalim i s Parizom, Johannesburgom i Nairobijem.

## Znamenitosti
- Rovan'i Manjakamiadana, kraljevska palača
- Tsimbazaza Zoo, zoološki i botanički vrt
- Iavoloha, predsjednička palača
- Andafiavaratra, premijerska palača

## Gradovi prijatelji
- Erevan, Armenija
- Suzhou, Kina
- Nice, Francuska
- Fontenay-aux-Roses, Francuska

## Vanjske poveznice
|  | Zajednički poslužitelj ima još gradiva o temi Antananarivo |

- Službene stranice (fr.)